# Джелавич, Питер
Питер Джелавич (род. в 1954 году) — писатель и профессор истории в Университете Джонса Хопкинса. Сын историков Барбары и Чарльза Джелавичей.

## Биография
В начале своей деятельности был профессором истории и заведующим кафедрой германистики в Техасском университете в Остине. Является младшим научным сотрудником Гарвардского общества стипендиатов (1979–1981) и получил степень доктора философии в Принстонском университете в 1982 году. Джелавич специализируется на культурной и интеллектуальной истории Европы со времён Просвещения, уделяя особое внимание Германии. Его интересы включают взаимодействие элитарной и массовой культуры, историю массовой культуры и СМИ, а также применение культурных и социальных теорий в исторических исследованиях. Джелавич занимал пост президента организации «Друзья Немецкого исторического института» до конца своего срока в 2019 году. Автор книг «Мюнхен и театральный модернизм: политика, драматургия и перформанс, 1890–1914» (1985), «Берлинское кабаре» (1993), «Берлинская Александерплац: радио, кино и смерть веймарской культуры» (2006). В 1987 году получил премию Герберта Бакстера Адамса и в 2013 году — премию Александра фон Гумбольдта.